# Adéla Francouzská (1160)
Adéla Francouzská (francouzsky Adèle, Adélaïde , Alix de France, 4. října 1160 – po lednu 1213) byla dcerou francouzského krále Ludvíka VII. a jeho druhé manželky Konstancie, dcery kastilského krále Alfonse VII. Do dějin se zapsala jako milenka anglického krále Jindřicha II.

## Život
Královna Konstancie zemřela při Adélině porodu a král Ludvík toužící po synovi, se již pět týdnů po královnině smrti potřetí oženil s mladou Adélou ze Champagne.
Adélina starší sestra Markéta byla již jako nemluvně roku 1158 zasnoubena s anglickým následníkem trůnu Jindřichem. Jako nevěstino věno bylo určeno strategicky důležité hrabství Vexin, které leželo mezi anglickou Normandií a Ile-de-France, výsostným územím francouzských králů. V lednu 1169 se Ludvík VII. dohodl s anglickým králem Jindřichem II. o zásnubách mladší dcery Adély s Richardem Lví srdce. Poté byla Adéla odeslána na anglický dvůr, kde se postupem času údajně stala milenkou svého potenciálního tchána krále Jindřicha a plánovaná svatba s Richardem se ani na naléhání Ludvíka VII. nekonala.
V červnu 1187 bylo uzavřeno francouzsko-anglické příměří a Jindřich se brzy poté rozhodl převést Richardovu Akvitánii na mladšího syna Jana, pokud uzavře sňatek s Adélou. Rozzlobený Richard se proti otci spřáhl s mladým francouzským králem Filipem II. a koncem roku 1188 na setkání v Bonmoulis předložili Jindřichovi soubor podmínek, v nichž byla zahrnuta i Adéla, která se měla konečně provdat za Richarda a ten by získal vládu nad provinciemi a byl by vazaly uznán za následníka anglického trůnu. Jindřich s návrhem nesouhlasil a Richard vzdal Filipovi lenní hold za všechny své francouzské državy. Na jaře roku 1189 začala další válka, jež se stala starému králi osudnou. Zemřel 6. července 1189 v osamění s vědomím, že se dočkal zrady od obou synů.
Richard Lví srdce dosedl na anglický trůn a záhy se chystal společně s Filipem II. na křížovou výpravu. Při přezimování na Sicílii se Filip pokoušel Richarda přesvědčit, aby konečně naplnil slib a s Adélou se oženil. Za zprostředkování flanderského hraběte se nakonec oba panovníci dohodli. Richard přislíbil, že vyplatí v Adélin prospěch 10 tisíc hřiven stříbra a Filip jej za to zprostil manželského slibu. Richard se však neměl k jakémukoli sňatku a tak záležitost vzala do svých rukou jeho matka Eleonora Akvitánská. Místo Adély všeobecně považované za souložnici mrtvého Jindřicha II. přivezla synovi na Sicílii novou nevěstu - navarrskou princeznu Berengarii. Francouzský král během obléhání Akkonu vážně onemocněl a na podzim roku 1191 se oproti předchozí úmluvě rozhodl odcestovat zpět do Evropy. Již v lednu 1192 pozval Jana Bezzemka do Paříže, nabídl mu Adélinu ruku a přislíbil mu být nápomocný při získání Richardova trůnu. Janovi v cestě na francouzský dvůr zabránila královna Eleonora společně s regenty. Po Richardově zajetí v Rakousku se Jan skutečně do Paříže rozjel, složil Filipovi lenní přísahu za všechny kontinentální državy Plantagenetů a přestože byl ženatý, požádal o ruku Adély. Opět zasáhla Eleonora a společně s regenty ostrovního království se jí podařilo donutit Jana ke stažení se na své statky.
Adéla se po mnoha letech čekání sňatku nakonec dočkala. Roku 1195 se vrátila zpět do Francie a bratr Filip ji provdal 20. srpna za poněkud mladšího hraběte Viléma Talvase. Naposledy je Adéla společně s manželem písemně doložena v lednu 1213 v listině pro kostel Sainte-Marie v Clairvaux.

## Vývod z předků
|                   |                                  |  |                     |                                 |  |  |  |  |  |  |  | Jindřich I. Francouzský |
|                   |                                  |  |                     |                                 |  |  |  |  |  |  |  |                         |
|                   | Filip I. Francouzský             |  |                     |                                 |  |  |  |  |  |  |  |                         |
|                   |                                  |  |                     |                                 |  |  |  |  |  |  |  |                         |
|                   |                                  |  |                     | Anna Kyjevská                   |  |  |  |  |  |  |  |                         |
|                   |                                  |  |                     |                                 |  |  |  |  |  |  |  |                         |
|                   | Ludvík VI. Francouzský           |  |                     |                                 |  |  |  |  |  |  |  |                         |
|                   |                                  |  |                     |                                 |  |  |  |  |  |  |  |                         |
|                   |                                  |  |                     | Floris I. Holandský             |  |  |  |  |  |  |  |                         |
|                   |                                  |  |                     |                                 |  |  |  |  |  |  |  |                         |
|                   | Berta Holandská                  |  |                     |                                 |  |  |  |  |  |  |  |                         |
|                   |                                  |  |                     |                                 |  |  |  |  |  |  |  |                         |
|                   |                                  |  |                     | Gertruda Saská                  |  |  |  |  |  |  |  |                         |
|                   |                                  |  |                     |                                 |  |  |  |  |  |  |  |                         |
|                   | Ludvík VII. Francouzský          |  |                     |                                 |  |  |  |  |  |  |  |                         |
|                   |                                  |  |                     |                                 |  |  |  |  |  |  |  |                         |
|                   |                                  |  |                     | Amadeus II. Savojský            |  |  |  |  |  |  |  |                         |
|                   |                                  |  |                     |                                 |  |  |  |  |  |  |  |                         |
|                   | Humbert II. Savojský             |  |                     |                                 |  |  |  |  |  |  |  |                         |
|                   |                                  |  |                     |                                 |  |  |  |  |  |  |  |                         |
|                   |                                  |  |                     | Jana Ženevská                   |  |  |  |  |  |  |  |                         |
|                   |                                  |  |                     |                                 |  |  |  |  |  |  |  |                         |
|                   | Adéla z Maurienne                |  |                     |                                 |  |  |  |  |  |  |  |                         |
|                   |                                  |  |                     |                                 |  |  |  |  |  |  |  |                         |
|                   |                                  |  |                     | Vilém I. Burgundský             |  |  |  |  |  |  |  |                         |
|                   |                                  |  |                     |                                 |  |  |  |  |  |  |  |                         |
|                   | Gisela Burgundská                |  |                     |                                 |  |  |  |  |  |  |  |                         |
|                   |                                  |  |                     |                                 |  |  |  |  |  |  |  |                         |
|                   |                                  |  |                     | Štěpánka N. N.                  |  |  |  |  |  |  |  |                         |
|                   |                                  |  |                     |                                 |  |  |  |  |  |  |  |                         |
| Adéla Francouzská |                                  |  |                     |                                 |  |  |  |  |  |  |  |                         |
|                   |                                  |  |                     |                                 |  |  |  |  |  |  |  |                         |
|                   |                                  |  | Vilém I. Burgundský |                                 |  |  |  |  |  |  |  |                         |
|                   |                                  |  |                     |                                 |  |  |  |  |  |  |  |                         |
|                   | Raimond Burgundský               |  |                     |                                 |  |  |  |  |  |  |  |                         |
|                   |                                  |  |                     |                                 |  |  |  |  |  |  |  |                         |
|                   |                                  |  |                     | Štěpánka Burgundská             |  |  |  |  |  |  |  |                         |
|                   |                                  |  |                     |                                 |  |  |  |  |  |  |  |                         |
|                   | Alfons VII. Kastilský            |  |                     |                                 |  |  |  |  |  |  |  |                         |
|                   |                                  |  |                     |                                 |  |  |  |  |  |  |  |                         |
|                   |                                  |  |                     | Alfons VI. Kastilský            |  |  |  |  |  |  |  |                         |
|                   |                                  |  |                     |                                 |  |  |  |  |  |  |  |                         |
|                   | Urraca Kastilská                 |  |                     |                                 |  |  |  |  |  |  |  |                         |
|                   |                                  |  |                     |                                 |  |  |  |  |  |  |  |                         |
|                   |                                  |  |                     | Konstancie Burgundská           |  |  |  |  |  |  |  |                         |
|                   |                                  |  |                     |                                 |  |  |  |  |  |  |  |                         |
|                   | Konstancie Kastilská             |  |                     |                                 |  |  |  |  |  |  |  |                         |
|                   |                                  |  |                     |                                 |  |  |  |  |  |  |  |                         |
|                   |                                  |  |                     | Ramon Berenguer II. Barcelonský |  |  |  |  |  |  |  |                         |
|                   |                                  |  |                     |                                 |  |  |  |  |  |  |  |                         |
|                   | Ramon Berenguer III. Barcelonský |  |                     |                                 |  |  |  |  |  |  |  |                         |
|                   |                                  |  |                     |                                 |  |  |  |  |  |  |  |                         |
|                   |                                  |  |                     | Matylda z Apulie                |  |  |  |  |  |  |  |                         |
|                   |                                  |  |                     |                                 |  |  |  |  |  |  |  |                         |
|                   | Berenguela Barcelonská           |  |                     |                                 |  |  |  |  |  |  |  |                         |
|                   |                                  |  |                     |                                 |  |  |  |  |  |  |  |                         |
|                   |                                  |  |                     | Gilbert z Gévaudanu             |  |  |  |  |  |  |  |                         |
|                   |                                  |  |                     |                                 |  |  |  |  |  |  |  |                         |
|                   | Dulce Provensálská               |  |                     |                                 |  |  |  |  |  |  |  |                         |
|                   |                                  |  |                     |                                 |  |  |  |  |  |  |  |                         |
|                   |                                  |  |                     | Gerberga Provensálská           |  |  |  |  |  |  |  |                         |
|                   |                                  |  |                     |                                 |  |  |  |  |  |  |  |                         |